# Пустошкин, Семён Афанасьевич
Семён Афана́сьевич Пусто́шкин (1759, Боровичский уезд, Новгородская губерния — 19 апреля [1 мая] 1846, Санкт-Петербург) — русский флотоводец, адмирал, сенатор, директор Николаевского штурманского училища.

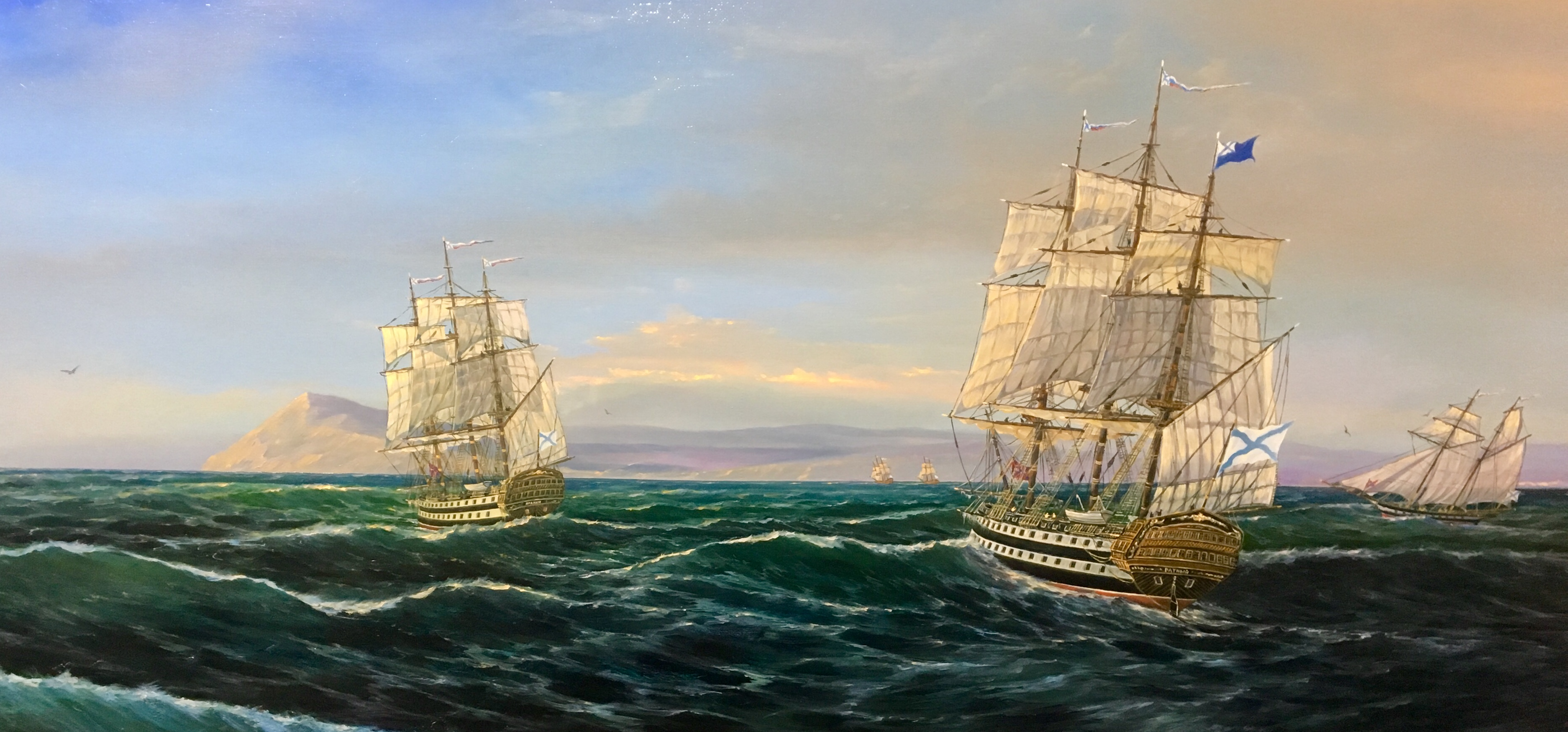
Эскадра контр-адмирала С. А. Пустошкина у побережья Анапы. 1807 г. Картинная галерея г. Анапы. худ.В. Косов.

Тесть генерала А. П. Урусова.

## Биография

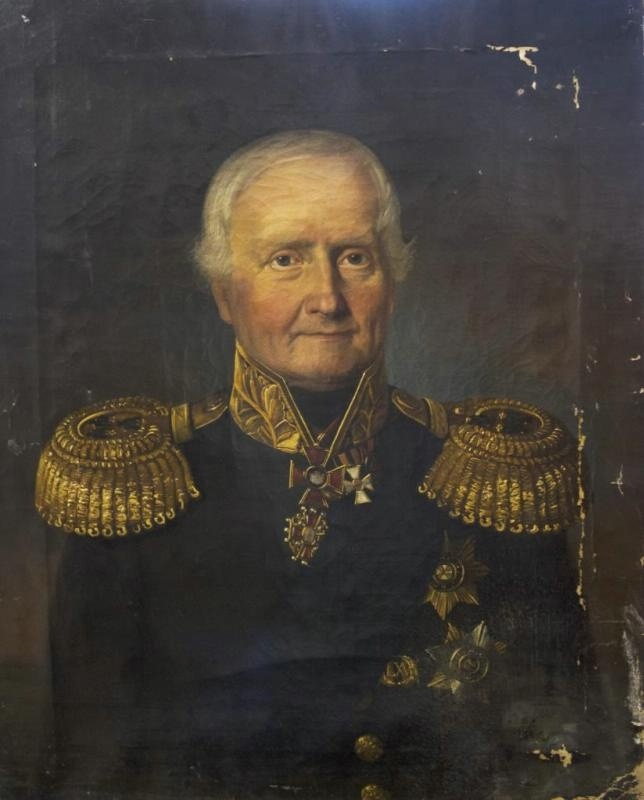
Портрет работы неизвестного художника, XIX в. (ПОКГ им. К.А. Савицкого)

Происходил из рода служилых дворян. Родился в селе Чернецово Новгородской губернии 21 июля (1 августа) 1759 года, в семье корабельного мастера Афанасия Пустошкина.
Поступил 14 мая 1773 года в Морской кадетский шляхетский корпус в Кронштадте. В 1776 году был произведён в гардемарины и в том же году совершил первую кампанию на корабле «Ростислав», корабельную практику проходил на Балтике. С 1782 года — лейтенант. Плавал по Чёрному и Средиземному морям.
В 1786 году командовал фрегатом «Пчела». На корабле, замаскированном под купеческое судно, провёл разведку средиземноморских турецких портов. За успешное выполнение задания был произведён в капитан-лейтенанты.
Во время русско-турецкой войны 1878-1891 годов  участвовал в отражении адмиралом Н. С. Мордвиновым нападения турок у Очакова.
В 1788 году командирован в местечко Кричев, Могилёвской губернии, где на канатной фабрике изучал производство; без отзыва из этой командировки был произведён в капитаны 2-го ранга (1791); пробыв в Кричеве более шести лет, был направлен в Херсон для обустройства в этом городе канатной фабрики по типу кричевской.
За успешную организацию востребованного канатного производства был произведён в капитаны (1796) и тут же направлен в Вятскую губернию, — на камские железоделательные заводы. Молодому капитану поручили исследовать качество тамошнего железа и организовать производство якорей и прочей железной оснастки для кораблей Черноморского флота. В связи с чем в следующем году его назначают «капитаном над севастопольским портом», а чуть позже — «флотским начальником в Севастополе» (1798).
В 1799 году командовал отрядом судов в составе фрегата «Александр Невский» (со снятыми пушками), 32-пуш. фрегата «Иоанн Златоуст», бригантин «Алексей» и «Илларион», небольших судов «Майлет», «Благовещение», «Царь Константин», «Исидор», «Кичкасы» и трех транспортов совершил переход из Одессы в Средиземное море для усиления эскадры Ф. Ф. Ушакова. Затем совместно с отрядами Лагоца в Италии действовал против французов.
14 марта 1801 года произведён через чин в контр-адмиралы. В октябре 1801 года руководил проводкой из Очаковского лимана в Севастополь 110-пушечного корабля «Ягудиил» и 66-пуш. корабля «Варахаил». В 1802-1805 годах командовал эскадрами гребного флота. В 1804 году состоял презусом в призовой комиссии и асессором генеральном кригсрахте. В январе 1806 года «за отличные заслуги, усердие и исправность в отправлении службы» удостоился Монаршего благоволения.
В ходе русско-турецкой войны 1806-1812 годов в 1806 году во главе гребного флота обеспечивал штурм крепости Аккерман. В 1806 году во главе эскадры из 15 линейных кораблей, фрегатов и бригов захватил крепость Анапа.
12 декабря 1807 года произведён в вице-адмиралы.  Был назначен с 10 декабря 1808 года директором Черноморского штурманского училища. В 1809—1811 годах состоял флотским начальником в Херсоне.
11 июля 1811 года был переведён в Балтийский флот.
В 1816 году был награждён орденом Св. Георгия 4-й степени «за беспорочную выслугу 25 лет в офицерских чинах»; 12 ноября 1817 года «за беспорочную выслугу 35 лет в офицерских чинах» награждён орденом Св. Владимира 4-й степени.
В 1825—1826 годах председательствовал в особой Комиссии для приведения в порядок дел и книг по казначейской экспедиции, одновременно являясь членом Комитета для образования флотов и членом особой Комиссии по осмотру всех команд в Кронштадте. Был назначен сенатором с 30 августа 1827 года.
В 1829 году он был определён членом Комитета для составления расчетов по взысканиям за упущения казны по Кронштадтскому канатному заводу; 19 апреля 1831 года был произведён в чин адмирала.
В 1832 году был назначен членом Адмиралтейств-совета. В 1840 году награждён орденом Белого орла.
Был членом Вольного экономического общества.
Умер 19 апреля (1 мая) 1846 года и был похоронен в церкви Спаса Нерукотворного Образа Волкова кладбища Санкт-Петербурга.
В декабре 1937 года, перед сносом церкви, останки Семена Афонасьевича, останки его дочери Пустошкиной Александры Семеновны и ещё более 20-ти погребенных, были извлечены из гробов переложены в просмоленные ящики и перехоронены в заброшенных склепах на Рыжкинских мостках Волковского православного кладбища.

## Награды
- Орден Святой Анны 1-й степени (2 февраля 1807)
- Орден Святого Георгия 4-го класса («за беспорочную выслугу 25 лет в офицерских чинах») (26 ноября 1816)[3]
- Орден Святого Владимира 4-й степени («за беспорочную выслугу 35 лет в офицерских чинах») (12 ноября 1817)
- Орден Святого Владимира 2-й степени (22 августа 1826)[4]
- Орден Белого орла (1840)
- Бронзовая медаль «В память Отечественной войны 1812 года»
- Знак отличия за LX лет беспорочной службы
- Знак отличия за LXV лет беспорочной службы